# Penryn
Penryn är en stad och civil parish i Cornwall i England. Orten har 7 093 invånare (2011).